# Descomposición de Levi
En teoría de álgebras de Lie y teoría de representaciones, la descomposición de Levi, conjeturada por Wilhelm Killing y Élie Cartan y finalmente demostrada por Eugenio Elia Levi en 1905, afirma que cualquier álgebra de Lie real y finito {\displaystyle {\mathfrak {g}}} es el producto semidirecto de un ideal soluble y una subálgebra de semisimple.
La primera de ellas el radical del álgebra, el ideal soluble máximo, y la otra es una subálgebra semisimple, llamada subálgebra de Levi. La descomposición de Levi implica que cualquier álgebra de Lie de dimensión finita es un producto semidirecto de una álgebra de Lie soluble y una álgebra de Lie semisimple.
Cuando se ve como un factor-álgebra de {\displaystyle {\mathfrak {g}}}, esta álgebra de Lie semisimple se llama también factor de Levi de {\displaystyle {\mathfrak {g}}}. Hasta cierto punto, la descomposición puede utilizarse para reducir los problemas sobre álgebras de Lie de dimensión finita y grupos de Lie a problemas separados sobre álgebras de Lie en estas dos clases especiales, solubles y semisimples.
Además, Malcev (1942) demostró que dos subálgebras de Levi cualesquiera son conjugadas por un automorfismo (interno) de la forma
{\displaystyle \exp(\mathrm {ad} (z))\ }
donde {\displaystyle z} está en la nilradical (Teorema de Levi-Malcev). Un resultado análogo es válido para las álgebras asociativas y se llama el teorema principal de Wedderburn.

## Extensiones de los resultados
En teoría representaciones, la descomposición de Levi del subgrupo parabólico de un grupo reductor es necesaria para construir una gran familia de las llamadas representaciones parabólicamente inducidas. La descomposición de Langlands es un ligero refinamiento de la descomposición de Levi para subgrupos parabólicos utilizada en este contexto.
Afirmaciones análogas son válidas para grupos de Lie simplemente conexos, y, como demostró George Mostow, para álgebras de Lie y grupos algebraicos simplemente conexos sobre un cuerpo de característica cero.
No existe un análogo de la descomposición de Levi para la mayoría de las álgebras de Lie de dimensión infinita; por ejemplo, las álgebras de Lie afines que tienen un radical que consiste en su centro, pero no pueden escribirse como un producto semidirecto del centro y otra álgebra de Lie. La descomposición de Levi también falla para álgebras de dimensión finita sobre cuerpos de característica positiva.